# Erik Vlček

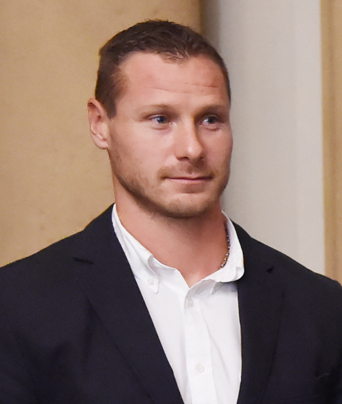
Erik Vlček (2015)

Erik Vlček (* 29. Dezember 1981 in Komárno, Tschechoslowakei) ist ein slowakischer Kanute, der bei Olympischen Spielen zweimal Silber und einmal Bronze gewann und zehnmal Weltmeister war.

## Karriere
Der 1,89 m große Erik Vlček nahm 2000 in Sydney erstmals an Olympischen Spielen teil. Zusammen mit Richard Riszdorfer, Róbert Erban und Juraj Tarr belegte er den vierten Platz im Vierer-Kajak über 1000 Meter. Im Jahr darauf belegte der slowakische Vierer mit Richard Riszdorfer, Michal Riszdorfer, Erik Vlček und Juraj Bača den dritten Platz über 500 Meter bei den Weltmeisterschaften 2001 in Posen. 2002 in Sevilla und 2003 in Gainesville gewann der slowakische Vierer in der gleichen Besetzung wie 2001 sowohl den Titel über 500 Meter als auch über 1000 Meter. Bei Olympischen Spielen wird im Vierer-Kajak lediglich der Wettbewerb über 1000 Meter ausgetragen. 2004 in Athen siegte der ungarische Vierer die Goldmedaille vor dem deutschen Boot. Dahinter erhielten  Richard und Michal Riszdorfer, Erik Vlček und Juraj Bača die Bronzemedaille knapp vor dem bulgarischen Boot.
Bei den Weltmeisterschaften 2005 in Zagreb gewann der slowakische Vierer mit den Riszdorfers, Erik Vlček und Róbert Erban über 1000 Meter Silber hinter dem deutschen Boot. Über 500 Meter traten Richard Riszdorfer und Erik Vlček im Zweier-Kajak an und belegten den sechsten Platz. 2006 wurden die Weltmeisterschaften in Szeged ausgetragen. Die Riszdorfers, Erban und Vlček belegten über 1000 Meter den fünften Platz, gewannen aber den Titel über 500 Meter. 2007 in Duisburg erkämpfte der slowakische Vierer mit den Riszdorfers, Vlček und Juraj Tarr die Bronzemedaille über 1000 Meter hinter den Deutschen und den Polen. Über 500 Meter siegten die Slowaken vor den Belarusen. Bei den Olympischen Spielen in Peking siegten über 1000 Meter die Belarusen vor den Slowaken in der Besetzung von 2007 und den Deutschen.
2009 bei den Weltmeisterschaften in Dartmouth gewannen die Riszdorfers, Vlček und Tarr über 1000 Meter Bronze hinter Belarus und Frankreich sowie über 200 Meter Silber hinter Belarus. 2010 in Posen verpasste der slowakische Vierer die Finalteilnahme. 2011 in Szeged belegten die Riszdorfers, Vlček und Tarr noch einmal den vierten Platz über 1000 Meter. Erik Vlček trat zusammen mit Peter Gelle auch im Zweier-Kajak über 1000 Meter an, die beiden gewannen den Titel vor den Schweden und den Russen. Bei den Olympischen Spielen 2012 in London erreichte Erik Vlček sowohl im Zweier über 1000 Meter als auch mit dem Vierer das Finale. Im Zweier-Kajak belegte er mit Peter Gelle den achten Platz. Der Vierer-Kajak mit Peter Gelle, Martin Jankovec, Juraj Tarr und Erik Vlček überfuhr als sechstes Boot die Ziellinie.
Nach einem wenig erfolgreichen Jahr 2013 gewannen Tarr und Vlček bei den Europameisterschaften 2014 die Bronzemedaille im Zweier-Kajak über 1000 Meter hinter den Booten aus Deutschland und aus Frankreich. Bei den Weltmeisterschaften in Moskau siegten sie sowohl über 500 Meter als auch über 1000 Meter. 2015 gewannen die beiden über 500 Meter hinter den Deutschen Silber bei den Europameisterschaften. Dreieinhalb Monate später belegten die beiden über 1000 Meter den vierten Platz bei den Weltmeisterschaften in Mailand. Der slowakische Vierer mit Denis Myšák, Erik Vlček, Juraj Tarr und Tibor Linka siegte über 1000 Meter vor den Ungarn und den Tschechen. In der gleichen Besetzung startete der Vierer bei den Europameisterschaften 2016. Über 1000 Meter gewannen die Slowaken vor den Russen und den Polen, über 500 Meter erhielten die Slowaken Silber hinter den Ungarn. Zum Abschluss seiner Karriere nahm Erik Vlček zum fünften Mal an Olympischen Spielen teil. Bei der Olympischen Regatta in Rio de Janeiro belegte er im Zweier-Kajak über 1000 Meter zusammen mit Juraj Tarr den achten Platz. Im Vierer-Kajak siegten die Deutschen, dahinter erkämpften Denis Myšák, Erik Vlček, Juraj Tarr und Tibor Linka die Silbermedaille vor den Tschechen. Bei den 2021 ausgetragenen Olympischen Spielen 2020 in Tokio gewann Vlček im Vierer-Kajak über 500 Meter mit Adam Botek, Denis Myšák und Samuel Baláž hinter dem deutschen und dem spanischen Vierer-Kajak die Bronzemedaille. In 1:23,534 Minuten überquerten sie im Endlauf eine Sekunde hinter den Spaniern und eine Zehntelsekunden vor den unter dem Namen „ROC“ antretenden Russen als Dritte die Ziellinie.
Erik Vlček startete für den Verein ŠKP Bratislava. Er ist verheiratet und hat zwei Töchter.